# Alfonsino Gesualdo
Alfonsino Gesualdo (Ferrara, 20 gennaio 1595 – Gesualdo, 22 ottobre 1600) è stato un nobile italiano.
È famoso per essere figlio di Carlo e Eleonora d'Este.

## Biografia

### Nascita e vita
Alfonsino nacque a Ferrara il 20 gennaio 1595. Tale nome che a Eleonora ricordava lo zio e il fratello, deceduti rispettivamente a 17 e 18 anni di età, venne favorevolmente accolto da Carlo, in quanto chiamava quello dello zio cardinale. Il padrino di battesimo fu il duca Alfonso e la madrina, la duchessa di Urbino, Lucrezia d'Este, sorella del duca. Designando l'anziana cugina responsabile della formazione spirituale del figlio, Eleonora intendeva mostrarle l'affetto e la stima che nutriva nei suoi confronti. Carlo, il padre, a seguito con disguidi con la corte di Ferrara si ritirò nel suo castello a Gesualdo, che negli anni precedenti aveva reso sfarzoso. Intanto, passati pochi mesi vissuti da solo nel suo castello, Carlo cominciò a sentire un forte desiderio di avere accanto a sé la moglie e il figlio, che per motivi di salute non riusciva ad andare a prendere personalmente a Ferrara come richiesto dalla famiglia di Eleonora, così i due partirono, l'8 novembre 1597, insieme a due gentiluomini mandati da Cesare d'Este. La comitiva arrivò a Venosa, dove il principe li aspettava, il 3 dicembre dello stesso anno, dopo 26 giorni di viaggio. A Venosa Carlo si trattenne per cinque mesi, poi ritornò a Gesualdo per controllare di persona se e come erano stati effettuati gli interventi volti a rendere il castello quanto mai confortevole e fastoso. Eleonora ed Alfonsino lo raggiunsero nei primi mesi di giugno. Alfonsino si mostrava come un figlioletto particolarmente bello e affettuoso, e di pronta intelligenza, tanto che il 18 aprile del 1600, quando il padre gli disse che stava ultimando una lettera destinata allo zio cardinale Alessandro d'Este, volle scrivere con la sua manina, nel modo che egli poteva: "Alfonsino bacia umilissimamente la veste di vostra eccellenza". Il principe, a conclusione della lettera, scrisse al cognato: "Perdona la presunzione di Alfonsino che ha preteso di scrivere di sua mano".

### Morte
Improvvisamente, Alfonsino si ammalò nei primi di ottobre e, dopo 18 giorni di "febbre putrita e biliosa", il 22 ottobre, nel castello di Gesualdo, abbandonò la vita terrena e salì al cielo, lasciando i genitori nel più cupo dolore. Un commovente ricordo delle ultime ore vissute dal piccolo venne riportato da Don Michele Neri, nella lettera inviata a Cesare d'Este, sei giorni prima del terribile evento:
"Questa mattina se ha fatto portare il Santissimo Sagramento avanti il suo letto per darli la beneditione, et subito il povero Signorino ha cavato fuori le braccia postosi con le mani gionte adorando il Santo Sagramento, dicendo Signore son qui nelle tue mani se è la tua volontà rendimi la sanità se no fa quello che piace di me, parole che hanno fatto sciopare il core a circumstanti senza esserli stato di insegnamento da nessuno"
Poco tempo dopo, Eleonora, quanto mai affranta dall'immenso dolore, scrisse al fratello Cesare: "è piaciuto a Iddio di pigliare in Paradiso il mio dolcissimo Alfonsino, con tanto mio dolore et affanno ch'io non so com'io sia viva"

## Ascendenza
|                      |                  |                                | Genitori                  |  |  | Nonni |  |  | Bisnonni          |  |  | Trisnonni           |  |
|                      |                  |                                |                           |  |  |       |  |  | Luigi IV Gesualdo |  |  | Fabrizio I Gesualdo |  |
|                      |                  |                                |                           |  |  |       |  |  | Luigi IV Gesualdo |  |  | Fabrizio I Gesualdo |  |
|                      |                  | Sveva Caracciolo               |                           |  |  |       |  |  | Luigi IV Gesualdo |  |  |                     |  |
| Fabrizio II Gesualdo |                  |                                |                           |  |  |       |  |  | Luigi IV Gesualdo |  |  |                     |  |
|                      |                  | Isabella Ferrillo              | Alfonso Ferrillo          |  |  |       |  |  |                   |  |  |                     |  |
|                      |                  | Isabella Ferrillo              | Alfonso Ferrillo          |  |  |       |  |  |                   |  |  |                     |  |
|                      |                  | Isabella Ferrillo              | Maria Balsa               |  |  |       |  |  |                   |  |  |                     |  |
| Carlo Gesualdo       |                  | Isabella Ferrillo              |                           |  |  |       |  |  |                   |  |  |                     |  |
|                      |                  | Giberto II Borromeo            | Federico Borromeo         |  |  |       |  |  |                   |  |  |                     |  |
|                      |                  | Giberto II Borromeo            | Federico Borromeo         |  |  |       |  |  |                   |  |  |                     |  |
|                      |                  | Giberto II Borromeo            | Veronica Visconti         |  |  |       |  |  |                   |  |  |                     |  |
| Geronima Borromeo    |                  | Giberto II Borromeo            |                           |  |  |       |  |  |                   |  |  |                     |  |
|                      |                  | Margherita Medici              | Bernardino Medici         |  |  |       |  |  |                   |  |  |                     |  |
|                      |                  | Margherita Medici              | Bernardino Medici         |  |  |       |  |  |                   |  |  |                     |  |
|                      |                  | Margherita Medici              | Cecilia Serbelloni        |  |  |       |  |  |                   |  |  |                     |  |
| Alfonsino Gesualdo   |                  | Margherita Medici              |                           |  |  |       |  |  |                   |  |  |                     |  |
|                      | Alfonso I d'Este | Ercole I d'Este                |                           |  |  |       |  |  |                   |  |  |                     |  |
|                      | Alfonso I d'Este | Ercole I d'Este                |                           |  |  |       |  |  |                   |  |  |                     |  |
|                      | Alfonso I d'Este | Eleonora d'Aragona             |                           |  |  |       |  |  |                   |  |  |                     |  |
| Alfonso d'Este       | Alfonso I d'Este |                                |                           |  |  |       |  |  |                   |  |  |                     |  |
|                      |                  | Laura Dianti                   | Francesco Boccacci Dianti |  |  |       |  |  |                   |  |  |                     |  |
|                      |                  | Laura Dianti                   | Francesco Boccacci Dianti |  |  |       |  |  |                   |  |  |                     |  |
|                      |                  | Laura Dianti                   | …                         |  |  |       |  |  |                   |  |  |                     |  |
| Eleonora d'Este      |                  | Laura Dianti                   |                           |  |  |       |  |  |                   |  |  |                     |  |
|                      |                  | Francesco Maria I Della Rovere | Giovanni Della Rovere     |  |  |       |  |  |                   |  |  |                     |  |
|                      |                  | Francesco Maria I Della Rovere | Giovanni Della Rovere     |  |  |       |  |  |                   |  |  |                     |  |
|                      |                  | Francesco Maria I Della Rovere | Giovanna da Montefeltro   |  |  |       |  |  |                   |  |  |                     |  |
| Giulia Della Rovere  |                  | Francesco Maria I Della Rovere |                           |  |  |       |  |  |                   |  |  |                     |  |
|                      |                  | Eleonora Gonzaga               | Francesco II Gonzaga      |  |  |       |  |  |                   |  |  |                     |  |
|                      |                  | Eleonora Gonzaga               | Francesco II Gonzaga      |  |  |       |  |  |                   |  |  |                     |  |
|                      |                  | Eleonora Gonzaga               | Isabella d'Este           |  |  |       |  |  |                   |  |  |                     |  |
|                      |                  | Eleonora Gonzaga               |                           |  |  |       |  |  |                   |  |  |                     |  |